# 豪華時代劇スター大集合!爆笑大宴会
『豪華時代劇スター大集合!爆笑大宴会』（ごうかじだいげきすたーだいしゅうごうばくしょうだいえんかい）は、1995年から1997年までテレビ朝日系列で正月期に放送された、特別番組（バラエティ番組）の総称である。

## 概要
東映製作による各テレビ時代劇作品の出演者が一堂に会し、クイズやゲームに挑んだり前年度の時代劇のNGシーンを紹介したりする。クイズの優勝チームには賞金100万円が贈られた。
出演したタレントは、その時期の時代劇の主演級俳優を筆頭に、レギュラーやゲストで顔を出しているベテラン・若手が問わず招かれた。
なお、悪役を主業として活躍している役者勢は一人も呼ばれなかった。

## 放送時間
1995年
- 1995年1月4日（水曜）18:30 - 20:54（JST）
  - 歴代で唯一三が日以外に放送。
  - 18:00の『ステーションEYE』(短縮版の場合18時20分まで全国ニュースで18時20分からローカルニュース)は18:30までの短縮版。19:00の番組（関東地区は『目撃!ドキュン』）と19:30の『水曜特バン!』は休止（当番組は『水曜特バン』扱いはされない）。

1996年
- 1996年1月1日（月曜）21:00 - 23:48（JST）
  - 21:00の『ビートたけしのTVタックル』は休止(当日は『TVタックル』の司会者ビートたけしが他局の特別番組出演のため)。21:54の各局別ミニ番組（関東地区は『世界の車窓から』）は23:48に繰り下げ、22:00の『ニュースステーション』は年末年始体制により、23:54 - 0:00に『ANNニュース』として放送。

1997年
- 1997年1月3日（金曜日）19:00 - 20:54（JST）

## 司会
- 愛川欽也
- 里見浩太朗（1995年のみ）
- 中村玉緒（1997年のみ）
- 中村あずさ

## 時代劇のスターたち

### 1995年
スタジオ
- 松方弘樹チーム
  - 松方弘樹（キャプテン）
  - 石立鉄男
  - 池上季実子
  - 芦川よしみ
  - 見栄晴
- 藤田まことチーム
  - 藤田まこと（キャプテン）
  - 長門裕之
  - 左とん平
  - 沢田亜矢子
- 高橋英樹チーム
  - 高橋英樹（キャプテン）
  - 坂上忍
  - 田村英里子
- 松平健チーム
  - 松平健（キャプテン）
  - 三遊亭楽太郎（後の六代目 三遊亭円楽）
  - 叶和貴子
- 三田村邦彦チーム
  - 三田村邦彦（キャプテン）
  - 京本政樹
  - 三波豊和
  - 坂口良子
  - 赤座美代子
  - 龍虎
- 役所広司チーム
  - 役所広司（キャプテン）
  - 横内正
  - 朝丘雪路

リポーター
- 岡本夏生

参加番組
- 『名奉行 遠山の金さん』
- 『暴れん坊将軍VI』
- 『ニュー・三匹が斬る!』

### 1996年
スタジオ
- 里見浩太朗チーム
  - 里見浩太朗（キャプテン）
  - 長門裕之
  - 左とん平
  - 赤座美代子
  - 坂口良子
  - 雛形あきこ
- 松方弘樹チーム
  - 松方弘樹（キャプテン）
  - 石立鉄男
  - 芦川よしみ
  - 川島なお美
  - 工藤夕貴
  - 見栄晴
  - 米山善吉（途中参加）
- 藤田まことチーム
  - 藤田まこと（キャプテン）
  - 片岡鶴太郎
  - 正木慎也
  - 増田恵子
  - 沢田亜矢子
  - 岡本夏生
- 高橋英樹チーム
  - 高橋英樹（キャプテン）
  - 京本政樹（途中参加）
  - 横内正
  - 河合奈保子
  - 中島ゆたか
  - 細川ふみえ
- 三田村邦彦チーム
  - 三田村邦彦（キャプテン）
  - 三波豊和
  - 池上季実子
  - 南野陽子
  - ベンガル（途中参加）
  - 田村英里子
- 役所広司チーム
  - 役所広司（キャプテン）
  - 朝丘雪路
  - 春風亭小朝
  - 坂上忍
  - 鶴田さやか
  - 吉川十和子

VTR出演
- 北大路欣也
- 松平健
- 中村玉緒
- 中島誠之助 - お宝鑑定クイズ
- 根津甚八 - 「影武者 織田信長」黒蜘蛛 役
- 名取裕子 - 「影武者 織田信長」濃姫 役

参加番組
- 『名奉行 遠山の金さん』
- 『暴れん坊将軍VI』
- 『痛快・三匹が斬る!』
- 『将軍の隠密!影十八』
- 『影武者 織田信長』

### 1997年
スタジオ
- 松方弘樹チーム
  - 松方弘樹（キャプテン）
  - 若林豪
  - 榎木孝明
  - 古手川祐子
  - 見栄晴
  - 田村英里子
- 藤田まことチーム
  - 藤田まこと（キャプテン）
  - 左とん平
  - 沢田亜矢子
  - 中島ゆたか
  - 京本政樹
  - 坂上忍
- 高橋英樹チーム
  - 高橋英樹（キャプテン）
  - 長門裕之
  - 地井武男
  - 川島なお美
  - 鶴田さやか
  - 細川ふみえ
- 松平健チーム
  - 松平健（キャプテン）
  - 三遊亭楽太郎（現・六代目 三遊亭圓楽）
  - 坂口良子
  - 西村和彦
  - 有森也実
  - 雛形あきこ
- 五木ひろしチーム
  - 五木ひろし（キャプテン）
  - 三波豊和
  - 増田恵子
  - 叶和貴子
  - 岡本夏生
- 三田村邦彦チーム
  - 三田村邦彦（キャプテン）
  - 池上季実子
  - 南野陽子
  - 渡辺裕之
  - 岸本祐二
  - ベンガル
- 高嶋政宏チーム
  - 高嶋政宏（キャプテン）
  - 片岡鶴太郎
  - 水野真紀
  - 鮎ゆうき
  - 高木延秀
  - 森脇健児（途中参加）

スペシャルゲスト
- 北大路欣也

参加番組
- 『弁慶 怪力無双の荒法師!』

## 内容

### 1995年
- ちびっ子ドッキリインタビュー
- '94総決算NG集

### 1996年
- 中村玉緒のお宝鑑定クイズ
- 町娘がクルクル ドキドキ飛脚ゲーム
- '95総決算NG集
- NGクイズ
- にぎり寿司パネルクイズ
- スター意識調査
- 外国人意識調査
- 間違い探しクイズ
- 小道具クイズ
- 逆転クイズ

### 1997年
- お年玉クイズ 答えて玉緒!!

中村玉緒のエピソードにまつわる3択クイズを出題するコーナー。
- 優勝賞金100万円 チーム丸ごとバスケットBINGO
- 時代劇女子高生クイズ
- 時代劇まちがい探しクイズ
- にぎり寿司パネルクイズ
- 時代劇NG集
- NGクイズ
- 逆転クイズ

## クイズ・ゲームの優勝チーム
- 1995年:三田村邦彦チーム
- 1996年:高橋英樹チーム
- 1997年:高嶋政宏チーム

## スタッフ
- プロデューサー：成田信夫（テレビ朝日）、吉井惇・新井清（東映）
- 構成：川崎良、とちぼり元、植木幹雄
- ナレーター：野村華苗（テレビ朝日アナウンサー）、もりせいじ、清水優子
- TD：関口光男（テレビ朝日、1996年）
- 照明：今野恒俊（テレビ朝日、1996年）
- 音声：川野奈巳・松田麻衣子・早川憲一（全員テレビ朝日）
- カメラ：説田比登志・大島秀一・片平修巳・大山由紀子・二瓶友美（全員テレビ朝日）
- 映像：重岡恵吾・樋口勝也（テレビ朝日）
- PA：田村智宏（ロッコウ・プロモーション）
- 照明アシスト：市川一弘（共立、1996年では照明、1997年では照明アシスト）
- 技術アシスタント：生沼登（テレビ朝日、1996年）
- クレーン：宮田浩
- 美術：宇家譲二（テレビ朝日）
- 美術進行：金原典代（テレビ朝日クリエイト、1996年）
- 大道具：真次智樹（俳優座劇場）
- 小道具：阿部一博（テレフィット）
- メイク：平林鉄佳・高橋明美（川口カツラ店）
- 電飾：秋野茂樹（ワンダーライト）
- 特効：渡辺佳紀（東京特殊効果）
- 衣裳：宮田薫（東京衣裳）
- オブジェ：猪又明子
- タイトル：宍戸淳一（リトルベア）
- 効果：吉田誠（TSP）
- ENGクルー：大徳隆一、田上良一、松尾友裕、田淵憲一
- 編集：島貫真理子（オムニバス・ジャパン、1996年）
- MA：轉石裕治（オムニバス・ジャパン、1996年）
- TK：加藤直子、滝亜弓
- 編成：山本清（テレビ朝日、1996年）
- 広報：牧野秀幸（テレビ朝日、1996年）
- AP：高野照子（東映、1996年）
- 制作スタッフ：松本能幸（テレビ朝日）、岡本和彦、清水幹夫、岩崎浩・三輪祐見子（テレビ朝日）、今野由美子
- デスク：小野美智・星野敬子（テレビ朝日）、呉羽あゆみ（Fact）
- ディレクター：伊東寛晃・中村雪浩（テレビ朝日）、岩本浩一、菊池孝
- 演出：成田信夫（テレビ朝日）
- 協力：東映太秦映画村
- 制作協力：Fact
- 制作：テレビ朝日、東映